# Ascomorpha tundisii
Ascomorpha tundisii är en hjuldjursart som beskrevs av Segers och Dumont 1995. Ascomorpha tundisii ingår i släktet Ascomorpha och familjen Gastropodidae. Inga underarter finns listade i Catalogue of Life.